# Berzunți
Berzunți – wieś w Rumunii, w okręgu Bacău, w gminie Berzunți. W 2011 roku liczyła 2381 mieszkańców.